# Mistrzostwa Europy w Rugby 7 Mężczyzn 2013 – GPS 2
Grand Prix Series 2013 – GPS 2 – drugi turniej mistrzostw Europy w rugby 7 mężczyzn w sezonie 2013, który odbył się w dniach 21-22 września 2013 roku na Stadionul Arcul de Triumf w Bukareszcie.

## Informacje ogólne
Rozegrane na Stadionul Arcul de Triumf zawody były pierwszym turniejem sezonu 2013 i wzięło w nich udział dwanaście reprezentacji. Drużyny zostały podzielone na dwie sześciozespołowe grupy rywalizujące w pierwszej fazie w ramach grup systemem kołowym, po czym nastąpiła faza pucharowa – dwie czołowe drużyny z każdej grupy awansowały do półfinałów, zespoły z miejsc trzeciego i czwartego do turnieju Plate, a pozostałe walczyły o Bowl. W fazie grupowej spotkania toczone były bez ewentualnej dogrywki, za zwycięstwo, remis i porażkę przysługiwały odpowiednio trzy, dwa i jeden punkt, brak punktów natomiast za nieprzystąpienie do meczu. W przypadku remisu w fazie pucharowej organizowana była dogrywka składająca się z dwóch pięciominutowych części, z uwzględnieniem reguły nagłej śmierci. Przystępujące do turnieju reprezentacje mogły liczyć maksymalnie dwunastu zawodników. Zespoły zostały rozstawione na podstawie wyników poprzedniego turnieju.
W turnieju triumfowali reprezentanci Anglii zwyciężając jednocześnie w całym cyklu.

## Faza grupowa

### Grupa A
| 21 września 201310:00 | Portugalia | 7:0 | Gruzja | Stadionul Arcul de Triumf, Bukareszt |
| 21 września 201310:00 |            | 7:0 |        | Stadionul Arcul de Triumf, Bukareszt |

| 21 września 201310:44 | Walia | 14:10 | Rumunia | Stadionul Arcul de Triumf, Bukareszt |
| 21 września 201310:44 |       | 14:10 |         | Stadionul Arcul de Triumf, Bukareszt |

| 21 września 201311:28 | Anglia | 19:0 | Włochy | Stadionul Arcul de Triumf, Bukareszt |
| 21 września 201311:28 |        | 19:0 |        | Stadionul Arcul de Triumf, Bukareszt |

| 21 września 201312:32 | Rumunia | 14:19 | Gruzja | Stadionul Arcul de Triumf, Bukareszt |
| 21 września 201312:32 |         | 14:19 |        | Stadionul Arcul de Triumf, Bukareszt |

| 21 września 201313:16 | Portugalia | 17:19 | Włochy | Stadionul Arcul de Triumf, Bukareszt |
| 21 września 201313:16 |            | 17:19 |        | Stadionul Arcul de Triumf, Bukareszt |

| 21 września 201314:00 | Anglia | 40:7 | Walia | Stadionul Arcul de Triumf, Bukareszt |
| 21 września 201314:00 |        | 40:7 |       | Stadionul Arcul de Triumf, Bukareszt |

| 21 września 201315:04 | Włochy | 14:5 | Gruzja | Stadionul Arcul de Triumf, Bukareszt |
| 21 września 201315:04 |        | 14:5 |        | Stadionul Arcul de Triumf, Bukareszt |

| 21 września 201315:48 | Anglia | 14:7 | Rumunia | Stadionul Arcul de Triumf, Bukareszt |
| 21 września 201315:48 |        | 14:7 |         | Stadionul Arcul de Triumf, Bukareszt |

| 21 września 201316:32 | Walia | 7:10 | Portugalia | Stadionul Arcul de Triumf, Bukareszt |
| 21 września 201316:32 |       | 7:10 |            | Stadionul Arcul de Triumf, Bukareszt |

| 21 września 201317:36 | Rumunia | 21:14 | Włochy | Stadionul Arcul de Triumf, Bukareszt |
| 21 września 201317:36 |         | 21:14 |        | Stadionul Arcul de Triumf, Bukareszt |

| 21 września 201318:20 | Walia | 7:24 | Gruzja | Stadionul Arcul de Triumf, Bukareszt |
| 21 września 201318:20 |       | 7:24 |        | Stadionul Arcul de Triumf, Bukareszt |

| 21 września 201319:04 | Anglia | 26:14 | Portugalia | Stadionul Arcul de Triumf, Bukareszt |
| 21 września 201319:04 |        | 26:14 |            | Stadionul Arcul de Triumf, Bukareszt |

| 22 września 201310:00 | Walia | 12:20 | Włochy | Stadionul Arcul de Triumf, Bukareszt |
| 22 września 201310:00 |       | 12:20 |        | Stadionul Arcul de Triumf, Bukareszt |

| 22 września 201310:44 | Portugalia | 7:0 | Rumunia | Stadionul Arcul de Triumf, Bukareszt |
| 22 września 201310:44 |            | 7:0 |         | Stadionul Arcul de Triumf, Bukareszt |

| 22 września 201311:28 | Anglia | 24:7 | Gruzja | Stadionul Arcul de Triumf, Bukareszt |
| 22 września 201311:28 |        | 24:7 |        | Stadionul Arcul de Triumf, Bukareszt |

### Grupa B
| 21 września 201310:22 | Szkocja | 41:7 | Ukraina | Stadionul Arcul de Triumf, Bukareszt |
| 21 września 201310:22 |         | 41:7 |         | Stadionul Arcul de Triumf, Bukareszt |

| 21 września 201311:06 | Francja | 7:14 | Hiszpania | Stadionul Arcul de Triumf, Bukareszt |
| 21 września 201311:06 |         | 7:14 |           | Stadionul Arcul de Triumf, Bukareszt |

| 21 września 201311:50 | Rosja | 24:21 | Niemcy | Stadionul Arcul de Triumf, Bukareszt |
| 21 września 201311:50 |       | 24:21 |        | Stadionul Arcul de Triumf, Bukareszt |

| 21 września 201312:54 | Hiszpania | 33:5 | Ukraina | Stadionul Arcul de Triumf, Bukareszt |
| 21 września 201312:54 |           | 33:5 |         | Stadionul Arcul de Triumf, Bukareszt |

| 21 września 201313:38 | Szkocja | 7:22 | Niemcy | Stadionul Arcul de Triumf, Bukareszt |
| 21 września 201313:38 |         | 7:22 |        | Stadionul Arcul de Triumf, Bukareszt |

| 21 września 201314:22 | Rosja | 17:27 | Francja | Stadionul Arcul de Triumf, Bukareszt |
| 21 września 201314:22 |       | 17:27 |         | Stadionul Arcul de Triumf, Bukareszt |

| 21 września 201315:26 | Niemcy | 28:0 | Ukraina | Stadionul Arcul de Triumf, Bukareszt |
| 21 września 201315:26 |        | 28:0 |         | Stadionul Arcul de Triumf, Bukareszt |

| 21 września 201316:10 | Rosja | 24:14 | Hiszpania | Stadionul Arcul de Triumf, Bukareszt |
| 21 września 201316:10 |       | 24:14 |           | Stadionul Arcul de Triumf, Bukareszt |

| 21 września 201316:54 | Francja | 19:12 | Szkocja | Stadionul Arcul de Triumf, Bukareszt |
| 21 września 201316:54 |         | 19:12 |         | Stadionul Arcul de Triumf, Bukareszt |

| 21 września 201317:58 | Hiszpania | 17:21 | Niemcy | Stadionul Arcul de Triumf, Bukareszt |
| 21 września 201317:58 |           | 17:21 |        | Stadionul Arcul de Triumf, Bukareszt |

| 21 września 201318:42 | Francja | 40:5 | Ukraina | Stadionul Arcul de Triumf, Bukareszt |
| 21 września 201318:42 |         | 40:5 |         | Stadionul Arcul de Triumf, Bukareszt |

| 21 września 201319:26 | Rosja | 17:5 | Szkocja | Stadionul Arcul de Triumf, Bukareszt |
| 21 września 201319:26 |       | 17:5 |         | Stadionul Arcul de Triumf, Bukareszt |

| 22 września 201310:22 | Francja | 40:14 | Niemcy | Stadionul Arcul de Triumf, Bukareszt |
| 22 września 201310:22 |         | 40:14 |        | Stadionul Arcul de Triumf, Bukareszt |

| 22 września 201311:06 | Szkocja | 15:10 | Hiszpania | Stadionul Arcul de Triumf, Bukareszt |
| 22 września 201311:06 |         | 15:10 |           | Stadionul Arcul de Triumf, Bukareszt |

| 22 września 201311:50 | Rosja | 33:0 | Ukraina | Stadionul Arcul de Triumf, Bukareszt |
| 22 września 201311:50 |       | 33:0 |         | Stadionul Arcul de Triumf, Bukareszt |

## Faza pucharowa

### Bowl
|  |                  |           |           |                   |    |       |       |       |
|  | Półfinały        | Półfinały | Półfinały |                   |    | Finał | Finał | Finał |
|  | Półfinały        | Półfinały | Półfinały |                   |    | Finał | Finał | Finał |
|  | 22 września 2013 |           |           |                   |    |       |       |       |
|  |                  |           |           |                   |    |       |       |       |
|  | Walia            | Walia     | 28        |                   |    |       |       |       |
|  | Walia            | Walia     | 28        | 22 września 2013  |    |       |       |       |
|  | Ukraina          | Ukraina   | 5         |                   |    |       |       |       |
|  | Ukraina          | Ukraina   | 5         |                   |    | Walia | Walia | 12    |
|  | 22 września 2013 |           |           |                   |    | Walia | Walia | 12    |
|  |                  |           | Rumunia   | Rumunia           | 17 |       |       |       |
|  | Rumunia          | Rumunia   | Rumunia   | Rumunia           | 17 | 17    |       |       |
|  | Rumunia          | Rumunia   |           |                   |    |       |       |       |
|  | Hiszpania        | Hiszpania | 7         |                   |    |       |       |       |
|  | Hiszpania        | Hiszpania | 7         | Mecz o 3. miejsce |    |       |       |       |
|  |                  |           |           |                   |    |       |       |       |
|  | 22 września 2013 |           |           |                   |    |       |       |       |
|  |                  |           |           |                   |    |       |       |       |
|  | Ukraina          | Ukraina   | 5         |                   |    |       |       |       |
|  | Ukraina          | Ukraina   | 5         |                   |    |       |       |       |
|  | Hiszpania        | Hiszpania | 21        |                   |    |       |       |       |
|  | Hiszpania        | Hiszpania | 21        |                   |    |       |       |       |

| 22 września 201313:12 | Walia | 28:5 | Ukraina | Stadionul Arcul de Triumf, Bukareszt |
| 22 września 201313:12 |       | 28:5 |         | Stadionul Arcul de Triumf, Bukareszt |

| 22 września 201313:34 | Rumunia | 17:7 | Hiszpania | Stadionul Arcul de Triumf, Bukareszt |
| 22 września 201313:34 |         | 17:7 |           | Stadionul Arcul de Triumf, Bukareszt |

| 22 września 201316:16 | Walia | 12:17 | Rumunia | Stadionul Arcul de Triumf, Bukareszt |
| 22 września 201316:16 |       | 12:17 |         | Stadionul Arcul de Triumf, Bukareszt |

| 22 września 201315:54 | Ukraina | 5:21 | Hiszpania | Stadionul Arcul de Triumf, Bukareszt |
| 22 września 201315:54 |         | 5:21 |           | Stadionul Arcul de Triumf, Bukareszt |

### Plate
|  |                  |            |           |                   |    |            |            |       |
|  | Półfinały        | Półfinały  | Półfinały |                   |    | Finał      | Finał      | Finał |
|  | Półfinały        | Półfinały  | Półfinały |                   |    | Finał      | Finał      | Finał |
|  | 22 września 2013 |            |           |                   |    |            |            |       |
|  |                  |            |           |                   |    |            |            |       |
|  | Portugalia       | Portugalia | 19        |                   |    |            |            |       |
|  | Portugalia       | Portugalia | 19        | 22 września 2013  |    |            |            |       |
|  | Szkocja          | Szkocja    | 12        |                   |    |            |            |       |
|  | Szkocja          | Szkocja    | 12        |                   |    | Portugalia | Portugalia | 24    |
|  | 22 września 2013 |            |           |                   |    | Portugalia | Portugalia | 24    |
|  |                  |            | Gruzja    | Gruzja            | 10 |            |            |       |
|  | Gruzja           | Gruzja     | Gruzja    | Gruzja            | 10 | 22         |            |       |
|  | Gruzja           | Gruzja     |           |                   |    |            |            |       |
|  | Niemcy           | Niemcy     | 7         |                   |    |            |            |       |
|  | Niemcy           | Niemcy     | 7         | Mecz o 3. miejsce |    |            |            |       |
|  |                  |            |           |                   |    |            |            |       |
|  | 22 września 2013 |            |           |                   |    |            |            |       |
|  |                  |            |           |                   |    |            |            |       |
|  | Szkocja          | Szkocja    | 36        |                   |    |            |            |       |
|  | Szkocja          | Szkocja    | 36        |                   |    |            |            |       |
|  | Niemcy           | Niemcy     | 12        |                   |    |            |            |       |
|  | Niemcy           | Niemcy     | 12        |                   |    |            |            |       |

| 22 września 201313:56 | Portugalia | 19:12 | Szkocja | Stadionul Arcul de Triumf, Bukareszt |
| 22 września 201313:56 |            | 19:12 |         | Stadionul Arcul de Triumf, Bukareszt |

| 22 września 201314:16 | Gruzja | 22:7 | Niemcy | Stadionul Arcul de Triumf, Bukareszt |
| 22 września 201314:16 |        | 22:7 |        | Stadionul Arcul de Triumf, Bukareszt |

| 22 września 201317:05 | Portugalia | 24:10 | Gruzja | Stadionul Arcul de Triumf, Bukareszt |
| 22 września 201317:05 |            | 24:10 |        | Stadionul Arcul de Triumf, Bukareszt |

| 22 września 201316:43 | Szkocja | 36:12 | Niemcy | Stadionul Arcul de Triumf, Bukareszt |
| 22 września 201316:43 |         | 36:12 |        | Stadionul Arcul de Triumf, Bukareszt |

### Cup
|  |                  |           |           |                   |   |        |        |       |
|  | Półfinały        | Półfinały | Półfinały |                   |   | Finał  | Finał  | Finał |
|  | Półfinały        | Półfinały | Półfinały |                   |   | Finał  | Finał  | Finał |
|  | 22 września 2013 |           |           |                   |   |        |        |       |
|  |                  |           |           |                   |   |        |        |       |
|  | Anglia           | Anglia    | 24        |                   |   |        |        |       |
|  | Anglia           | Anglia    | 24        | 22 września 2013  |   |        |        |       |
|  | Rosja            | Rosja     | 14        |                   |   |        |        |       |
|  | Rosja            | Rosja     | 14        |                   |   | Anglia | Anglia | 31    |
|  | 22 września 2013 |           |           |                   |   | Anglia | Anglia | 31    |
|  |                  |           | Francja   | Francja           | 7 |        |        |       |
|  | Włochy           | Włochy    | Francja   | Francja           | 7 | 0      |        |       |
|  | Włochy           | Włochy    |           |                   |   |        |        |       |
|  | Francja          | Francja   | 21        |                   |   |        |        |       |
|  | Francja          | Francja   | 21        | Mecz o 3. miejsce |   |        |        |       |
|  |                  |           |           |                   |   |        |        |       |
|  | 22 września 2013 |           |           |                   |   |        |        |       |
|  |                  |           |           |                   |   |        |        |       |
|  | Rosja            | Rosja     | 31        |                   |   |        |        |       |
|  | Rosja            | Rosja     | 31        |                   |   |        |        |       |
|  | Włochy           | Włochy    | 7         |                   |   |        |        |       |
|  | Włochy           | Włochy    | 7         |                   |   |        |        |       |

| 22 września 201314:40 | Anglia | 24:14 | Rosja | Stadionul Arcul de Triumf, Bukareszt |
| 22 września 201314:40 |        | 24:14 |       | Stadionul Arcul de Triumf, Bukareszt |

| 22 września 201315:02 | Włochy | 0:21 | Francja | Stadionul Arcul de Triumf, Bukareszt |
| 22 września 201315:02 |        | 0:21 |         | Stadionul Arcul de Triumf, Bukareszt |

| 22 września 201317:54 | Anglia | 31:7 | Francja | Stadionul Arcul de Triumf, Bukareszt |
| 22 września 201317:54 |        | 31:7 |         | Stadionul Arcul de Triumf, Bukareszt |

| 22 września 201317:32 | Rosja | 31:7 | Włochy | Stadionul Arcul de Triumf, Bukareszt |
| 22 września 201317:32 |       | 31:7 |        | Stadionul Arcul de Triumf, Bukareszt |

## Klasyfikacja końcowa
| Miejsce | Reprezentacja | Punkty |
| ------- | ------------- | ------ |
| 1       | Anglia        | 20     |
| 2       | Francja       | 18     |
| 3       | Rosja         | 15     |
| 4       | Włochy        | 14     |
| 5       | Portugalia    | 12     |
| 6       | Gruzja        | 10     |
| 7       | Szkocja       | 7      |
| 8       | Niemcy        | 6      |
| 9       | Rumunia       | 4      |
| 10      | Walia         | 3      |
| 11      | Hiszpania     | 2      |
| 12      | Ukraina       | 1      |